# 大肉餅毛氈苔
大肉餅毛氈苔為茅膏菜科茅膏菜屬的食肉植物，澳洲北領地特有種。生長在高溫強光的環境，具有休眠習性。本種根系較深，栽培時須注意避免冷涼潮濕，然而生長期需維持水分，直到休眠期才可逐漸斷水。

## 外部連結
- （中文） Drosera falconeri 大肉餅毛氈苔的植株與介紹
- （中文） Drosera falconeri special clone 怪餅[永久] 比較奇特的植株
- （中文） 大肉餅 Drosera falconeri 醒了[] 剛度過休眠期的植株
- （英文） Drosera Falconeri Location Forms, Are they different ? 對於大肉餅毛氈苔在產地是否有其它型的討論